# Charles Takyi
Charles Kwame Takyi  (* 12. November 1984 in Accra) ist ein ehemaliger ghanaisch-deutscher Fußballspieler und heutiger Fußballtrainer.

## Spielerkarriere

### Im Verein
Der Mittelfeldspieler spielte von 1992 bis 1999 für Tennis Borussia Berlin und anschließend fünf Jahre lang für den FC Schalke 04, mit dem er den A-Jugend-Pokal gewann. Während seiner Zeit bei Schalke riss er sich bei einem Trainingsunfall einen Teil des linken Ringfingers ab. Von 2004 bis 2006 gehörte er dem Kader des Hamburger SV an, bei dem er unter anderem auch im UI-Cup eingesetzt wurde. Ab der Saison 2006/07 stand Takyi beim Stadtrivalen FC St. Pauli unter Vertrag und stieg dort in die 2. Bundesliga auf.
Zur Saison 2008/09 wechselte er zur SpVgg Greuther Fürth, bei der er einen Dreijahresvertrag erhielt. Nach einem Jahr verließ Takyi den Verein wieder und unterschrieb zur Saison 2009/10 erneut einen Dreijahresvertrag beim FC St. Pauli, mit dem er in die Bundesliga aufstieg. Seine ersten beiden Bundesligatreffer erzielte er am 29. Januar 2011 gegen den 1. FC Köln. Zur Saison 2012/13 erhielt er bei St. Pauli keine Vertragsverlängerung mehr und war daher vereinslos.
Anfang Februar 2013 unterschrieb Takyi einen Vertrag bis zum Saisonende 2012/13 beim dänischen Erstligisten AC Horsens.
Nach einem halben Jahr in Dänemark wechselte Takyi zur Saison 2013/14 zurück nach Deutschland zum FC Energie Cottbus. Er unterschrieb einen Vertrag bis zum 30. Juni 2015. Nach dem sportlichen Abstieg mit Cottbus in der Spielzeit 2013/14 verließ er den Verein im Sommer 2014 wieder. Vom Januar 2015 bis Juni 2016 spielte Takyi für FC Viktoria 1889 Berlin, ehe er sich im Juli 2016 dem Oberligisten KFC Uerdingen für zwei Jahre anschloss. Der Mannschaft gelang der Aufstieg in die viertklassige Regionalliga West.

### In der Nationalmannschaft
2001 spielte er einmal für die deutsche U-18-Nationalmannschaft. Im November 2011 wurde Takyi vom ghanaischen Nationaltrainer Goran Stevanović in ein Trainingscamp des ghanaischen Nationalteams in Paris eingeladen und kam am 15. November in einem Freundschaftsspiel gegen Gabun in Saint-Leu-la-Forêt per Einwechslung zu seinem Länderspieldebüt.

## Trainerkarriere
Zur Saison 2019/20 wurde Takyi im Nachwuchsleistungszentrum (NLZ) seines ehemaligen Jugendvereins FC Schalke 04 Co-Trainer von Norbert Elgert bei den A-Junioren (U19), die in der A-Junioren-Bundesliga spielten. Im Dezember 2024 wurde er Cheftrainer der B1-Junioren (U17) in der neuen U17-DFB-Nachwuchsliga.

## Erfolge
- Aufstieg in die Bundesliga: 2010 (FC St. Pauli)
- Meister der Regionalliga Nord und Aufstieg in die 2. Bundesliga: 2007 (FC St. Pauli)
- Aufstieg in die 3. Liga: 2018 (KFC Uerdingen 05)
- Meister der Regionalliga West: 2018 (KFC Uerdingen 05)
- Meister der Oberliga Niederrhein und Aufstieg in die Regionalliga West: 2017 (KFC Uerdingen 05)
- Deutscher A-Junioren-Pokalsieger: 2002 (FC Schalke 04)